# Ангарскнефтехимпроект
Акционерное общество «Ангарскнефтехимпроект» (сокращенное наименование — АО «АНХП») — российский проектный институт в городе Ангарск, Иркутская область.

## История
Образован в 1947 г. как Иркутский филиал Государственного института по проектированию предприятий промышленного жидкого топлива и газа «Гипрогазтоппром» постановлением Совета Министров СССР от 26 июня 1947 г.
В 1969 г. после объединения Гипрогазтоппрома с ВНИПИнефть приказом Министерства нефтеперерабатывающей и нефтехимической промышленности СССР от 11 марта 1969 г. переименован в Ангарский филиал Всесоюзного научно-исследовательского и проектного института нефтеперерабатывающей и нефтехимической промышленности «ВНИПИнефть».
В 1991 г. преобразован в Ангарский институт по проектированию предприятий нефтеперерабатывающей и нефтехимической промышленности «Ангарскнефтехимпроект» на основании приказа Министерства химической и нефтеперерабатывающей промышленности СССР от 4 ноября 1991 г.
В 1993 г. институт был приватизирован с сохранением контрольного пакета голосующих акций у государства. Впоследствии до 2001 г. собственниками контрольного пакета акций были Нефтяная компания «СИДАНКО» и, некоторое время, ЗАО Управляющая компания «РИНКО-Холдинг».
В 2002 г. контрольный пакет голосующих акций института был приобретен Нефтяной компанией «ЮКОС».
В 2007 г. в результате распродажи активов обанкротившегося ЮКОСа институт вошел в структуру Нефтяной компании «Роснефть».

## Деятельность
С момента создания выполнял в основном работы по сопровождению проектной документации, подготовленной другими проектными организациями для строившегося комбината № 16 (в настоящее время — Ангарская нефтехимическая компания). С 1957 г. начал выполнять проекты в области химии и нефтехимии собственными силами. Первыми были проекты производства мочевины, мочевино-формальдегидных смол, формалина, уротропина. Эти производства по мощности превосходили имеющиеся в то время в СССР в несколько раз. С 1971 г. назначен генеральным проектировщиком Ангарского нефтехимического комбината. Большую долю работ составляли крупнотоннажные производства нефтехимии и химии: производства этилена, полиэтилена, аммиака, карбамида, моющих средств, различных опытных и опытно-промышленных установок, установок спецтоплива и спецмасел. В соответствии с Постановлением Совета Министров СССР являлся головной проектной организацией страны в области катализаторов нефтехимии.
В 2011 г. Ангарскнефтехимпроект как корпоративный институт Роснефти был определен генеральным проектировщиком нефтехимического комплекса в Находке. Первоначально размещение объекта предполагалось в районе поселка Первостроителей в микрорайоне Врангель. В 2012—2013 гг. силами субподрядчиков на площадке были выполнены инженерно-геодезические изыскания, завершены работы по охранно-археологическим обследованиям, закончено проектирование базовых проектов по всем технологическим установкам, проведены общественные слушания для рассмотрения предварительных материалов по проекту. В марте 2013 г. проектная документация была передана на государственную экологическую экспертизу. Однако уже в июне 2013 г., не дожидаясь окончательных результатов экспертизы, заказчик пересмотрел свои планы по строительству в сторону увеличения мощности комплекса с 10 до 30 млн тонн в год по углеводородному сырью, что потребовало переноса площадки строительства в район Пади Елизарова Партизанского района Приморского края, и реализацию фактически готового проекта прекратил. Окончательное решение об изменении производственной мощности и переносе места строительства было принято Советом директоров ОАО "НК «Роснефть» в ноябре 2013 г. Непосредственно на Ангарскнефтехимпроекте изменения никак не отразились: он вновь на безальтернативной основе был определен генеральным проектировщиком комплекса и приступил к организации подготовки нового проекта за 27,7 млрд руб. По заявлению генерального директора Восточной нефтехимической компании Юрия Касюка, проект, который был разработан под площадку во Врангеле, будет реализован, но несколько позже, часть этого проекта будет интегрирована в новый проект.